# Richard Kraus
Richard Wolfgang Ernst Kraus (ur. 16 listopada 1902 w Berlinie, zm. 11 kwietnia 1978 w Walchstadt) – niemiecki dyrygent.

## Życiorys
Syn śpiewaka Ernsta Krausa. Studiował w Berlinie, w latach 1923–1927 był asystentem Ericha Kleibera w berlińskiej Staatsoper. W kolejnych latach działał jako dyrygent w Kassel (1927–1928), Hanowerze (1928–1933), Stuttgarcie (1933–1937) oraz Halle (1937–1944). W 1942 roku dyrygował wykonaniem Holendra tułacza na festiwalu w Bayreuth. W latach 1948–1953 działał w operze w Kolonii. Od 1963 do 1969 roku pełnił funkcję dyrygenta orkiestry Nordwestdeutsche Philharmonie w Herford.
Zasłynął jako interpretator utworów Richarda Wagnera, Richarda Straussa i Gustava Mahlera.